# Convento dei Cappuccini (Calangianus)
Il convento dei Cappuccini è stato un edificio religioso situato a Calangianus, centro abitato della Sardegna settentrionale. Una parte del convento, rimasta in essere, è situata sul retro della chiesa di Santa Maria degli Angeli.
Edificato nel 1705 dai frati minori cappuccini - uno dei tre ordini mendicanti maschili che costituiscono la famiglia francescana - nel 1866 vi fu la soppressione e l'espulsione dei religiosi dal convento. In seguito a ciò, una parte venne ceduta alla Provincia di Sassari perché se ne servisse come caserma dei reali carabinieri, un'altra al Comune per destinarla a scuola, carcere e ufficio pretoriale.
Durante la prima e la seconda guerra mondiale, la chiesa fu occupata dai soldati che la ridussero in cattive condizioni. Nel 1946, grazie alla disponibilità di un comitato, vennero raccolti dei fondi per abbellire l'interno con affreschi del pittore milanese Carlo Armanni.
Nel 2021 ha ospitato le riprese di alcune scene del film "Il Muto di Gallura", uscito il 31 marzo 2022.

## Il museo

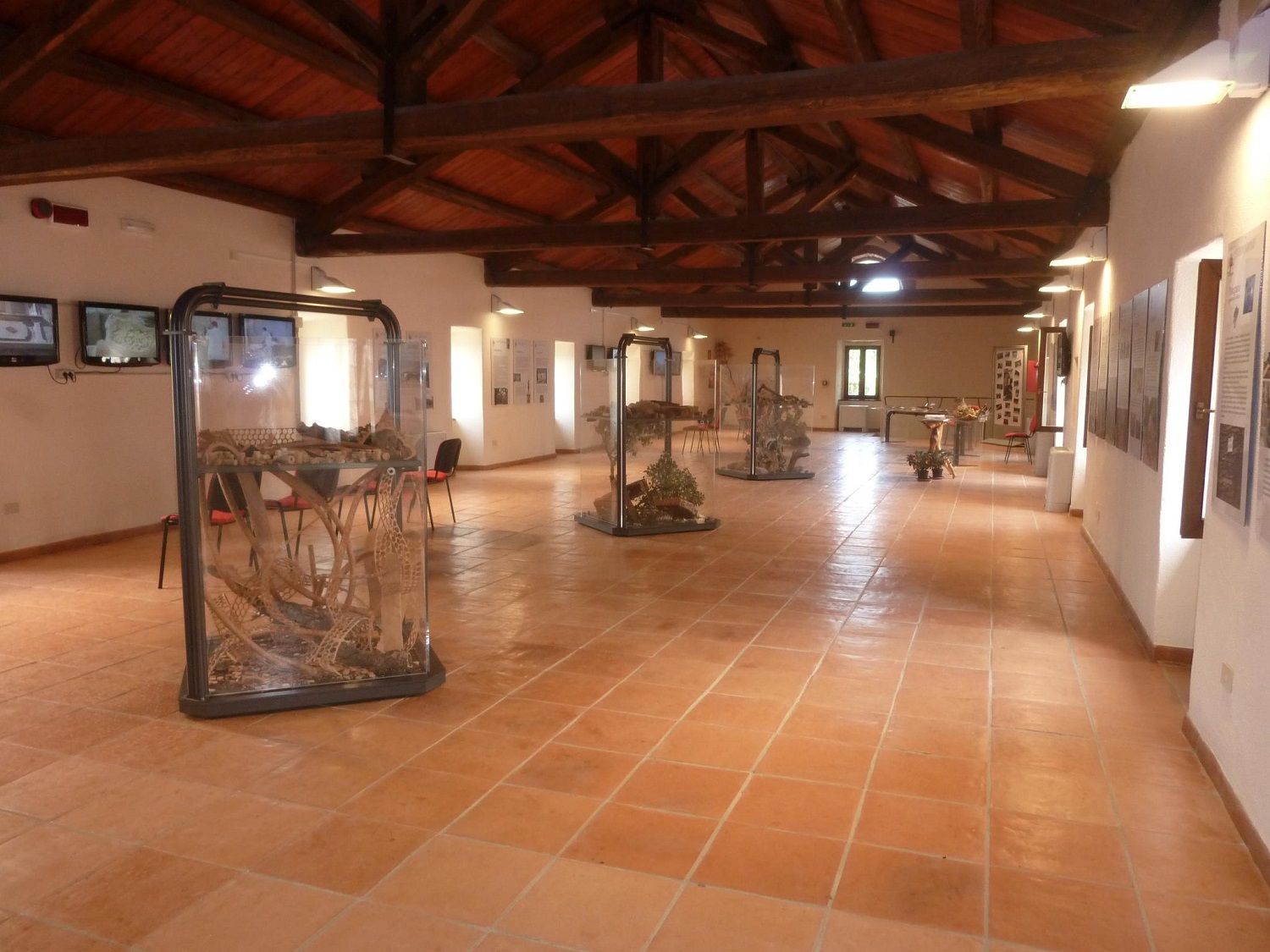
Un'aula del Museo del Sughero.

I locali del convento ospitano oggi il Museo del Sughero di Calangianus. Il museo è stato inaugurato nel luglio del 2011, ma aperto e reso fruibile a partire da maggio 2012.
Attualmente è gestito dall’associazione turistico-culturale Contiamoci, la quale ne ha curato l’allestimento. La struttura è articolata su due piani: all’interno delle caratteristiche celle del piano terra sono esposti gli antichi macchinari e gli utensili per la lavorazione del sughero. Il grande salone al piano superiore ospita, invece, una sezione multimediale con una serie di video che ripercorrono tutte le intere fasi della lavorazione, dall’estrazione del sughero dalla pianta, alla trasformazione in turaccioli finiti e una sala predisposta per convegni e laboratori didattici per bambini. Una guida accompagnerà i visitatori per illustrare e spiegare tutte le fasi e i macchinari della lavorazione.
Il museo è dotato di un punto vendita dove è possibile acquistare prodotti e souvenir di artigianato locale.
Su prenotazione è anche possibile concordare dei pacchetti turistici che abbinano la visita al museo a quella di altri siti e monumenti caratteristici del paese, ai laboratori artigianali di manufatti di sughero o alle cantine di vino locali, in caratteristiche escursioni.